# The Id
The Id è il secondo album in studio di Macy Gray, pubblicato nel 2001 e anticipato dal singolo Sweet Baby con la partecipazione di Erykah Badu (coro e produzione vocale) e John Frusciante dei Red Hot Chili Peppers (chitarra). Sexual Revolution è stato il secondo singolo pubblicato.

## Tracce
1. Relating to a Psychopath – 4:48
2. Boo – 4:25
3. Sexual Revolution – 4:45
4. Hey Young World Part 2 (feat. Slick Rick) – 4:03
5. Sweet Baby (feat. Erykah Badu & John Frusciante) – 3:49
6. Harry – 3:10
7. Gimme All Your Lovin' or I Will Kill You – 4:45
8. Don't Come Around (feat. Sunshine Anderson) – 4:37
9. My Nutmeg Phantasy (feat. Angie Stone and Mos Def) – 4:55
10. Freak Like Me – 3:38
11. Oblivion – 2:49
12. Forgiveness – 5:17
13. Blowin' Up Your Speakers – 1:08
14. Shed – 4:17